# Меоре-Кесало
Меоре-Кесало (груз. მეორე ქესალო, азерб. İkinci Kosalı) — село Марнеульского муниципалитета, края Квемо-Картли республики Грузия, со 100 %-ным азербайджанским населением. Находится на территории исторической области Борчалы.

## География
слева река Кура; - правой р. Храми (ехрам) - с начало село р. Алгети (Əlyət)
Граничит с селами Пирвели-Кесало, Капанахчи, Илмазло, Диди-Муганло, Кирач-Муганло, Текали Марнеульского Муниципалитета и Назарло Гардабанского Муниципалитета.

## Население
По данным Государственного статистического комитета Грузии, согласно официальной переписи 2002 года, численность населения села Меоре-Кесало составляет 1587 человек и на 100 % состоит из азербайджанцев.

## Экономика
Население в основном занимается сельским хозяйством, овцеводством, скотоводством и овощеводством. В селе функционирует кафе.
В марте 2007 года, для усиления телефонной связи между Грузией и Азербайджаном, в 6 сел Марнеульского района (Тазакенди, Азизкенди, Капанахчи, Меоре-Кесало, Пирвели-Кесало и Алгети) Грузии были проведены телекоммуникационные линии и созданы, электрифицированные телефонные станции, что дало возможность жителям села использовать телефоны и интернет.

## Достопримечательности
- Средняя школа[7]
- Мечеть[2][8][9]
- Суннитское медресе для юношей[10] - является вторым по счету средним религиозным учебным заведением в Грузии. Было открыто в 2000 году. Находится под патронажем Турции. В медресе учатся свыше 60 учеников, как азербайджанцев, так и грузин. Преподавание ведется также на двух языках, азербайджанском и грузинском. В медресе изучают также арабский и турецкий языки. Программа богословских наук утверждается полномочным представителем Управления Мусульман Кавказа в Грузии. Учебные пособия поставляются из Баку, Тбилиси, Батуми и Турции.[11]
- Игровая площадка[12]

## Интересные факты
В марте - мае 2010 года, мусульманская община Грузии, совместно с грузинским экспертом Гела Гуниава осуществили экспедиционную работу, в рамках которого провели интервьюирование мусульман-азербайджанцев в Тбилиси, а также других городах и населенных пунктах Квемо-Картли (городе Марнеули, Гардабани, селах Имири, Поничала, Дзвели-Квеши, Амамло, Меоре-Кесало и др.). Исследования включали в себя вопросы общего справочного характера о численности, национальном составе и районах проживания мусульман в Грузии, а также о количестве мечетей, священно-служителей и системе религиозного образования.
Была исследована также деятельность исламских культурно-просветительских организаций, изучен уровень знаний населения об исламе и религиозных обрядах, определён уровень проникновения религиозных норм в сознание и повседневную жизнь грузинских мусульман, проведены встречи с представителями шиитского и суннитского мусульманского духовенства, в том числе и с ахундами и имамами мечетей, указанных выше населенных пунктов.